# Chữ Mông Cổ
Chữ viết Mông Cổ hay còn gọi Chữ Mông Cổ Truyền Thống tiếng Mông Cổ  Монгол дүрүүд chữ Mông Cổ Truyền Thống: ᠮᠣᠩᠭ᠋ᠣᠯ ᠬᠡᠯᠡ là loại chữ viết truyền thống của người Mông Cổ, hiện được sử dụng tại Khu tự trị Nội Mông Cổ.
| Văn bản chỉ đạo              | ⟶                                         | ⟶  |
| Văn bản tham khảo            |                                           |    |
| Trình duyệt-kết xuất văn bản | ᠴᠣᠷᠢ ᠶᠢᠨ ᠭᠠᠭᠴᠠ ᠪᠣᠰᠤᠭ᠎ᠠ ᠪᠢᠴᠢᠭ᠄ ᠮᠣᠩᠭᠣᠯ ᠪᠢᠴᠢᠭ | ᠦᠦ |

## Chữ Hán

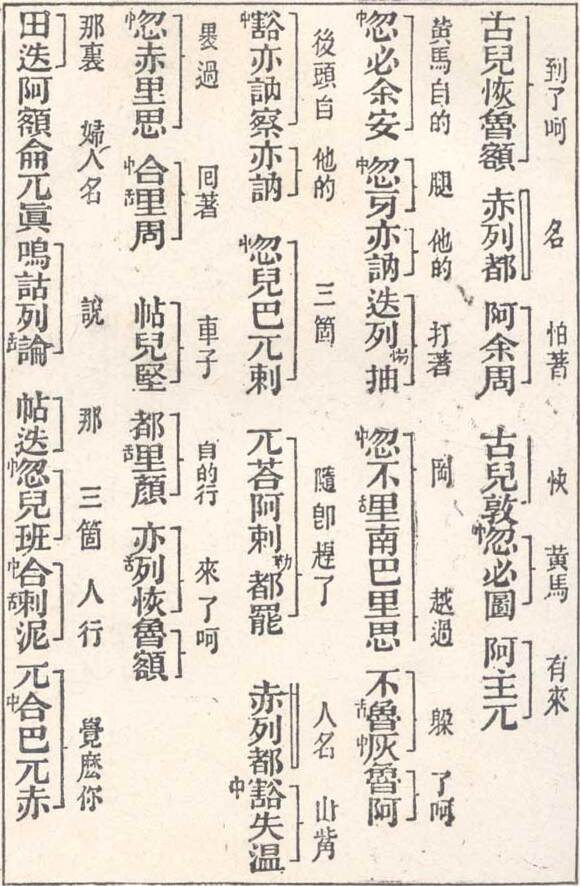
Một trang Mông cổ bí sử/Lịch sử bí ẩn Mongol

Người Mông Cổ hay Trung Hoa chỉ mượn chữ Hán để đọc tiếng Mông Cổ. Tiêu biểu là cuốn Mông Cổ bí sử.

## Chữ Uyghur

Mongol bằng chữ truyền thống

Năm 1204, Thành Cát Tư Hãn đánh cướp Naimans. Dù bị bắt nhưng Tata Tonga vẫn giữ quốc ấn của Uyghur. Thành Cát Tư Hãn khen ngợi ông trung thành với đất nước rồi cho ông giữ quốc ấn của Mông Cổ và dạy dỗ thái tử. Ông dùng chữ Uyghur ghi tiếng Mongol. Đến lúc này người Mông Cổ dùng chữ Uyghur ghi tiếng mình. Trí thức Mông Cổ gọi là "chữ Mông Cổ kiểu Uyghur". Chữ này có hai kiểu khác:
- Chữ Todo

Năm 1648, người Oirat Mongol ở bộ lạc Khoshut vùng Zaya Pandita sửa chữ viết tạo ra chữ Todo. Nó chỉ được dùng ở lộ Thiên Sơn Nam Bắc và vùng Volga.
- Chữ Galik

Năm 1587, người Kharchin Mongol sửa chữ viết tạo ra chữ Galik để diễn đạt tiếng Mông Cổ, Sanskrit và Tây Tạng. Giới trí thức gọi là chữ Mông Cổ cổ điển.

## Chữ Phagpa

Mogol bằng chữ Phagpa

Vua Nguyên Kublai ra lệnh cho quốc sư Drogon Chogyal Phagpa tạo ra chữ viết mới. Giới trí thức gọi là chữ Phagpa. Dù có lệnh cấm nhưng người Mông Cổ vẫn dùng chữ Mông Cổ kiểu Uyghur. Đến thời Bắc Nguyên, chữ Phagpa dần không dùng.

## Chữ Soyombo

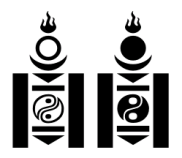
Mongol bằng chữ Soyombo

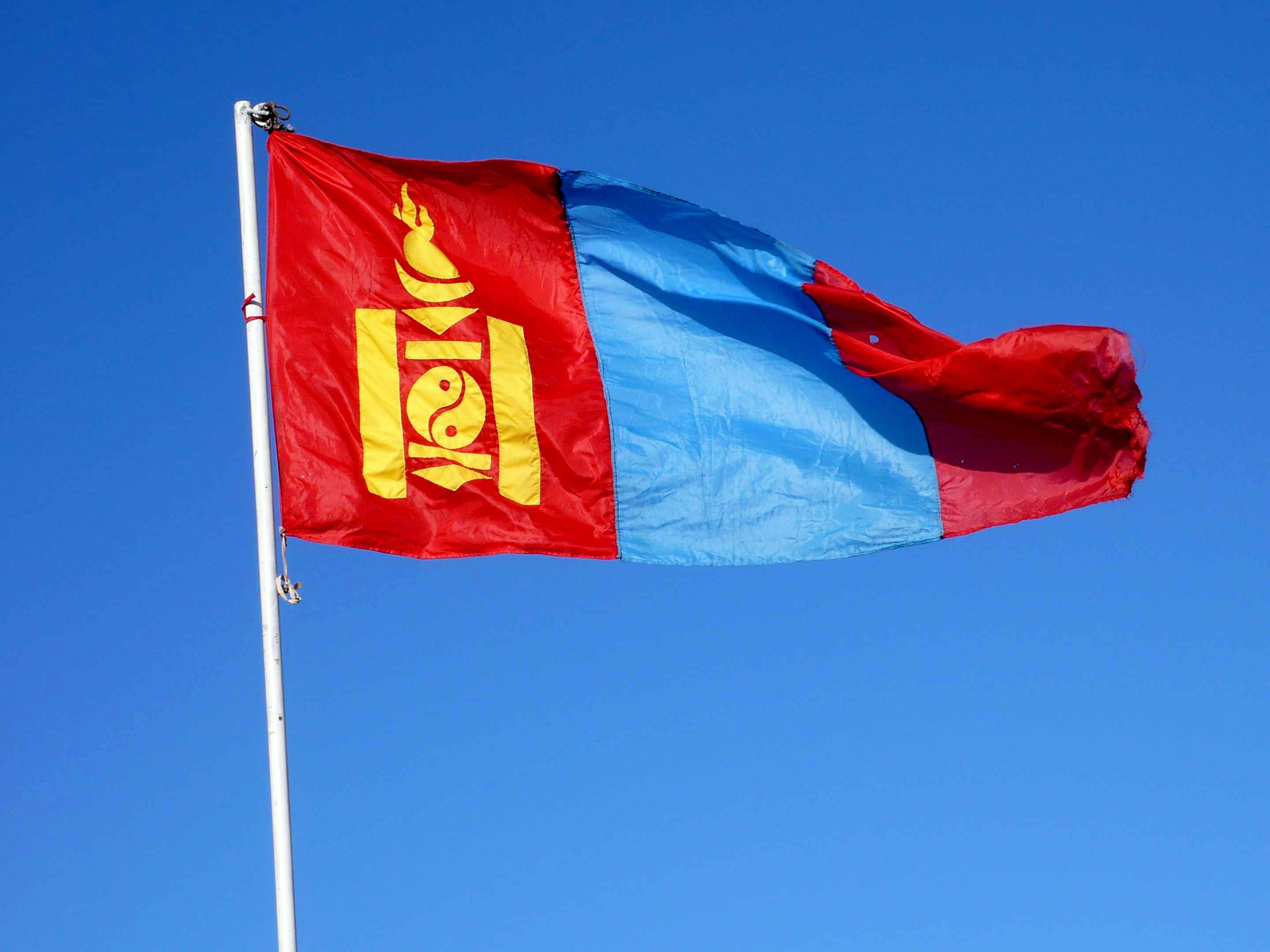
Chữ Soyombo trong lá cờ Mongol

Năm 1686, người Khalkha Mongol vùng Jebtsundamba Khutuktu/Bogda Gegegen dựa theo chữ Sanskrit và Tibet tạo ra chữ Soyombo có 90 chữ cái. Chữ này ghi âm tiếng Mongol, Sanskrit và Tibet. Chữ này rất đẹp thường được dùng để trang trí chùa chiền. Nó cũng có trong lá cờ Mongol ngày nay. Chữ này không tiện lợi hơn chữ Phagpa nên ít dùng. Cùng năm, ông lại tạo ra kiểu chữ viết ngang thường dùng trong chùa vùng Khalkha.

## Chữ Kirin

Mongol bằng chữ Cyrillic

Xem thêm tại Bảng chữ cái Kirin Mông Cổ
Mông Cổ được Liên Xô giúp đỡ và nhận ảnh hưởng. Năm 1946, Nhà nước Mông Cổ dùng chữ cái Kirin ghi tiếng Khalkha Mông Cổ làm chuẩn.
Ngày nay, chữ Mông Cổ truyền thống được dùng ở Nội Mông và phục hồi ở Mông Cổ.

## Bàn phím

### Ví dụ
| Bản thảo | Kiểu | Unicode                                          | Chuyển ngữ (từ đầu tiên) |
| -------- | ---- | ------------------------------------------------ | ------------------------ |
|          |      | ᠸᠢᠺᠢᠫᠧᠳᠢᠶᠠ᠂ ᠴᠢᠯᠦᠭᠡᠲᠦ ᠨᠡᠪᠲᠡᠷᠬᠡᠢ ᠲᠣᠯᠢ ᠪᠢᠴᠢᠭ ᠪᠣᠯᠠᠢ᠃ | ᠸ‍ w/v                     |
| ‍ᠢ‍ i        |      | ᠸᠢᠺᠢᠫᠧᠳᠢᠶᠠ᠂ ᠴᠢᠯᠦᠭᠡᠲᠦ ᠨᠡᠪᠲᠡᠷᠬᠡᠢ ᠲᠣᠯᠢ ᠪᠢᠴᠢᠭ ᠪᠣᠯᠠᠢ᠃ |                          |
| ‍ᠺᠢ‍ gi/ki   |      | ᠸᠢᠺᠢᠫᠧᠳᠢᠶᠠ᠂ ᠴᠢᠯᠦᠭᠡᠲᠦ ᠨᠡᠪᠲᠡᠷᠬᠡᠢ ᠲᠣᠯᠢ ᠪᠢᠴᠢᠭ ᠪᠣᠯᠠᠢ᠃ |                          |
| ‍ᠫᠧ‍ pē/pé   |      | ᠸᠢᠺᠢᠫᠧᠳᠢᠶᠠ᠂ ᠴᠢᠯᠦᠭᠡᠲᠦ ᠨᠡᠪᠲᠡᠷᠬᠡᠢ ᠲᠣᠯᠢ ᠪᠢᠴᠢᠭ ᠪᠣᠯᠠᠢ᠃ |                          |
| ‍ᠲ‍‍ d       |      | ᠸᠢᠺᠢᠫᠧᠳᠢᠶᠠ᠂ ᠴᠢᠯᠦᠭᠡᠲᠦ ᠨᠡᠪᠲᠡᠷᠬᠡᠢ ᠲᠣᠯᠢ ᠪᠢᠴᠢᠭ ᠪᠣᠯᠠᠢ᠃ |                          |
| ‍ᠢ‍ i        |      | ᠸᠢᠺᠢᠫᠧᠳᠢᠶᠠ᠂ ᠴᠢᠯᠦᠭᠡᠲᠦ ᠨᠡᠪᠲᠡᠷᠬᠡᠢ ᠲᠣᠯᠢ ᠪᠢᠴᠢᠭ ᠪᠣᠯᠠᠢ᠃ |                          |
| ‍ᠶ‍ y        |      | ᠸᠢᠺᠢᠫᠧᠳᠢᠶᠠ᠂ ᠴᠢᠯᠦᠭᠡᠲᠦ ᠨᠡᠪᠲᠡᠷᠬᠡᠢ ᠲᠣᠯᠢ ᠪᠢᠴᠢᠭ ᠪᠣᠯᠠᠢ᠃ |                          |
| ‍ᠠ a       |      | ᠸᠢᠺᠢᠫᠧᠳᠢᠶᠠ᠂ ᠴᠢᠯᠦᠭᠡᠲᠦ ᠨᠡᠪᠲᠡᠷᠬᠡᠢ ᠲᠣᠯᠢ ᠪᠢᠴᠢᠭ ᠪᠣᠯᠠᠢ᠃ |                          |

## Dấu ngắt câu
| (Các) hình thức | Tên                                                        | (Các) chức năng                                                    | Unicode |
| --------------- | ---------------------------------------------------------- | ------------------------------------------------------------------ | ------- |
| ᠀               | бярга byarga / ᠪᠢᠷᠭ᠎ᠠ⚠ birγ-a                               | Dấu bắt đầu của một cuốn sách, chương, đoạn văn hoặc dòng đầu tiên | U+1800  |
| ᠀᠋               | бярга byarga / ᠪᠢᠷᠭ᠎ᠠ⚠ birγ-a                               | Dấu bắt đầu của một cuốn sách, chương, đoạn văn hoặc dòng đầu tiên | U+1800  |
| ᠀᠌               | бярга byarga / ᠪᠢᠷᠭ᠎ᠠ⚠ birγ-a                               | Dấu bắt đầu của một cuốn sách, chương, đoạn văn hoặc dòng đầu tiên | U+1800  |
| ᠀᠍               | бярга byarga / ᠪᠢᠷᠭ᠎ᠠ⚠ birγ-a                               | Dấu bắt đầu của một cuốn sách, chương, đoạn văn hoặc dòng đầu tiên | U+1800  |
| [...]           | бярга byarga / ᠪᠢᠷᠭ᠎ᠠ⚠ birγ-a                               | Dấu bắt đầu của một cuốn sách, chương, đoạn văn hoặc dòng đầu tiên | U+1800  |
| ᠁               | Цуваа цэг tsuvaa tseg / ᠴᠤᠪᠠᠭ᠎ᠠ ᠴᠡᠭ⚠ čubaγ-a čeg            | Dấu chấm lửng                                                      | U+1801  |
| ᠂               | Цэг tseg / ᠴᠡᠭ čeg                                         | Dấu phẩy                                                           | U+1802  |
| ᠃               | Давхар цэг davkhar tseg / ᠳᠠᠪᠬᠤᠷ ᠴᠡᠭ dabqur čeg            | Khoảng thời gian / điểm dừng hoàn toàn                             | U+1803  |
| ᠄               | Хос цэг                                                    | Dấu hai chấm                                                       | U+1804  |
| ᠅               | Дөрвөлжин цэг dörvöljin tseg / ᠳᠥᠷᠪᠡᠯᠵᠢᠨ ᠴᠡᠭ dörbelǰin čeg | Đánh dấu phần cuối của một đoạn văn, đoạn văn hoặc chương          |         |
| ᠊               | Нуруу nuruu / ᠨᠢᠷᠤᠭᠤ niruγu                                | Dấu gạch ngang (không đứt đoạn), hoặc bộ mở rộng thân              | U+180A  |
| ⁈               |                                                            |                                                                    | U+2048  |
| ⁉               |                                                            |                                                                    | U+2049  |

## Unicode
| Bảng Unicode chữ Mông Cổ Official Unicode Consortium code chart: Mongolian Version 13.0 |   |   |   |   |   |   |   |   |   |   |   |       |       |       |      |   |
|                                                                                         | 0 | 1 | 2 | 3 | 4 | 5 | 6 | 7 | 8 | 9 | A | B     | C     | D     | E    | F |
| U+180x                                                                                  | ᠀ | ᠁ | ᠂ | ᠃ | ᠄ | ᠅ | ᠆ | ᠇ | ᠈ | ᠉ | ᠊ | FV S1 | FV S2 | FV S3 | MV S |   |
| U+181x                                                                                  | ᠐ | ᠑ | ᠒ | ᠓ | ᠔ | ᠕ | ᠖ | ᠗ | ᠘ | ᠙ |   |       |       |       |      |   |
| U+182x                                                                                  | ᠠ | ᠡ | ᠢ | ᠣ | ᠤ | ᠥ | ᠦ | ᠧ | ᠨ | ᠩ | ᠪ | ᠫ     | ᠬ     | ᠭ     | ᠮ    | ᠯ |
| U+183x                                                                                  | ᠰ | ᠱ | ᠲ | ᠳ | ᠴ | ᠵ | ᠶ | ᠷ | ᠸ | ᠹ | ᠺ | ᠻ     | ᠼ     | ᠽ     | ᠾ    | ᠿ |
| U+184x                                                                                  | ᡀ | ᡁ | ᡂ | ᡃ | ᡄ | ᡅ | ᡆ | ᡇ | ᡈ | ᡉ | ᡊ | ᡋ     | ᡌ     | ᡍ     | ᡎ    | ᡏ |
| U+185x                                                                                  | ᡐ | ᡑ | ᡒ | ᡓ | ᡔ | ᡕ | ᡖ | ᡗ | ᡘ | ᡙ | ᡚ | ᡛ     | ᡜ     | ᡝ     | ᡞ    | ᡟ |
| U+186x                                                                                  | ᡠ | ᡡ | ᡢ | ᡣ | ᡤ | ᡥ | ᡦ | ᡧ | ᡨ | ᡩ | ᡪ | ᡫ     | ᡬ     | ᡭ     | ᡮ    | ᡯ |
| U+187x                                                                                  | ᡰ | ᡱ | ᡲ | ᡳ | ᡴ | ᡵ | ᡶ | ᡷ | ᡸ |   |   |       |       |       |      |   |
| U+188x                                                                                  | ᢀ | ᢁ | ᢂ | ᢃ | ᢄ | ᢅ  | ᢆ  | ᢇ | ᢈ | ᢉ | ᢊ | ᢋ     | ᢌ     | ᢍ     | ᢎ    | ᢏ |
| U+189x                                                                                  | ᢐ | ᢑ | ᢒ | ᢓ | ᢔ | ᢕ | ᢖ | ᢗ | ᢘ | ᢙ | ᢚ | ᢛ     | ᢜ     | ᢝ     | ᢞ    | ᢟ |
| U+18Ax                                                                                  | ᢠ | ᢡ | ᢢ | ᢣ | ᢤ | ᢥ | ᢦ | ᢧ | ᢨ | ᢩ  | ᢪ |       |       |       |      |   |
| Mongolian Supplement (Official Unicode Consortium code chart)                           |   |   |   |   |   |   |   |   |   |   |   |       |       |       |      |   |
| U+1166x                                                                                 | 𑙠 | 𑙡 | 𑙢 | 𑙣 | 𑙤 | 𑙥 | 𑙦 | 𑙧 | 𑙨 | 𑙩 | 𑙪 | 𑙫     | 𑙬     |       |      |   |
| U+1167x                                                                                 |   |   |   |   |   |   |   |   |   |   |   |       |       |       |      |   |